# Danball Senki
Danball Senki (ダンボール戦機, Danbōru Senki, lit. "Crônicas da Guerra de Papelão"), também conhecido no Ocidente como Little Battlers eXperience abreviadamente LBX, é uma franquia de RPG eletrônico de ação criada pela Level-5, sobre pequenos robôs de modelos de plástico conhecidos como LBXs ("Little Battler eXperience") que lutam em diagramas feitos de cartões, com o personagem principal batalhando contra LBXs criados por outros personagens. O primeiro jogo da série foi lançado dia 16 de junho de 2011 para PlayStation Portable, se expandindo em 6 jogos oficiais e tendo mais três séries de anime.

## Enredo
No ano de 2046, a tecnologia tem crescido em todo o mundo e a inovação está liderando a todo custo. A maneira de métodos de entrega foi alterada desde a criação do cartão super forte, que pode resistir a todos os impactos e manter seu conteúdo intacto. À medida que a popularidade do material cresceu, assim como seus propósitos. O cartão super forte foi usado como material para os campos de batalhas especiais entre LBXs, os robôs miniaturizados especializados e feitos por Tiny Orbit que já haviam sido banidos devido a seus propósitos destrutivos. Sua popularidade aumentou novamente devido ao campo de batalha especializado, e modelos especiais do LBX foram feitos.
Quatro anos após a criação do cartão super forte, em 2050, Ban Yamano (Van Yamano na dublagem americana da Nicktoons), um estudante do ensino médio a ele foi confiado o LBX "AX-00" por uma mulher misteriosa, que contém um Platinum Capsule. Van aprendeu com a mulher que seu pai ainda está vivo e sabia sobre uma conspiração secreta do governo. O próprio Van deve proteger o LBX e o Capsule Platinum, e seu conteúdo poderia mudar o mundo para sempre.

## Desenvolvimento
O desenvolvimento da franquia começou em 2008 junto com o jogo, intitulado "LEVEL5 VISION 2008". Em dezembro de 2009, a Level-5 anunciou que as séries do anime e do mangá estavam em produção para acompanhar o lançamento do seu mais recente jogo para PlayStation Portable,  com a Bandai lançando uma série de modelos de plástico com a mecha do jogo. Embora inicialmente estava previsto para ser lançado em 2010, o anime se atrasou um ano depois e estreou dia 2 de março de 2011, enquanto o jogo foi lançado em 16 de junho de 2011.

## Mídia

### Anime
A primeira série, baseada no primeiro jogo foi produzido pelo estúdio de animação japonês Oriental Light and Magic sob a direção de Naohito Takahashi, e estreou na TV Tokyo dia 2 de março de 2011 até 11 de janeiro de 2012, tendo um total de 44 episódios. A sequela intitulada, Danball Senki W (ダンボール戦機W, Danbōru Senki W, lit. "Máquinas de guerra de cartão duplo") foi anunciada no final de dezembro, e estreou dia 18 de janeiro de 2012 até 20 de março de 2013, tendo um total de 58 episódios.
A terceira série intitulada, Danball Senki Wars (ダンボール戦機WARS, Danbōru Senki Wōzu, lit. "Máquinas de guerra de cartão em Guerra") estreou na TV Tokyo dia 3 de abril de 2013 para coincidir com o lançamento do terceiro jogo. Também foi dito que Danball Senki Wars seria a última temporada de Danball Senki. Danball Senki Wars terminou em 25 de dezembro de 2013, tendo um total de 37 episódios.
A Dentsu Entertainment USA confirmou que licenciaria o anime nos Estados Unidos, que estreou no canal Nicktoons dia 24 de agosto de 2014. Após a dublagem americana ter sido exibida, foi revelado que a série foi resumida de 44 episódios para 26 episódios. Episódios com conteúdo questionável que foi considerado, e fundidos com outros episódios e alguns casos ignorados, e outros todos juntados. Por causa da grande diferença no conteúdo, a lista de episódios dublados foram listadas em uma nova secção chamada Little Battlers Experience. Já no Brasil a distribuidora Sato Company adquiriu os direitos do anime.

### Filme
A adaptação do filme foi anunciado na edição de julho da CoroCoro Comic intitulada Inazuma Eleven GO vs. Danbōru Senki W, que estreou nos cinemas dia 1 de dezembro de 2012.

### Mangá
A adaptação do mangá foi serializada pela Shogakukan na revista CoroCoro Comic entre fevereiro de 2011 até março de 2013. Com seis volumes. Nos Estados Unidos, o mangá foi distribuído pela Viz Media. Outra adaptação do mangá, intitulada Danball Senki Kaidō Jin Gaiden (ダンボール戦機 海道ジン外伝), foi escrita e ilustrada por Hiroyuki Takei sob o pseudônimo de Hiro publicado na CoroCoro G. Há também uma outra adaptação do mangá Danball Senki Wars.

### Música
A banda sonora americana foi composta por John Mitchell e Tom Keenlyside. Michael e Andrew Twining também escreveram diversos do processo principal e dramáticos sinais utilizados na série. A versão americana da abertura "Battle On" foi escrita por Michael e Andrew Twining.
A banda sonora do anime foi composta por Rei Kondoh, que também compôs para os jogos  Ōkami e Sengoku Basara 3.
Temas de abertura
1. 1 Dream (1ワンドリーム, Wan Dorīmu) lit. "Um Sonho" cantada por Little Blue boX, episódios 1-24;
2. Ishindenshin (以心伝心, lit. "Comece a pensar") cantada por Little Blue boX, episódios 25-44.

Temas de encerramento
1. Boku no chokinbaku (僕の貯金箱, lit. "O meu cofrinho") cantada por Hiroki Maekawa, episódios 1-24;
2. Himitsu kichi (ヒミツキチ, lit. "Base secreta") cantada por Hiroki Maekawa, episódios 25-44.

## Jogos
- Danball Senki - PlayStation Portable
- Danball Senki Boost - PlayStation Portable
- Danball Senki Baku Boost - Nintendo 3DS
- Danball Senki W - PlayStation Portable, PlayStation Vita
- Danball Senki W Super Custom - Nintendo 3DS
- Danball Senki Wars - Nintendo 3DS